# 최규서
최규서(崔奎瑞, 1650년 ~ 1735년)는 조선의 문신이다. 본관은 해주. 자는 문숙(文叔), 호는 간재(艮齋)·소릉(少陵)·파릉(巴陵)이다.
광주(廣州) 출신이다. 1680년(숙종 6) 별시문과에 병과로 급제하였고, 지평, 정언, 수찬, 검토관, 이조좌랑을 지내고 함경남도 암행어사로 민정을 돌보며 탐관오리들을 적발하고 헌납, 이조정랑, 부응교, 시독관, 사간을 거쳐 대사성과 대사간으로 언관활동을 하다가 양주목사로 외직에 나가 민정을 다스리고 대사간과 승지를 거쳐 전라도관찰사로 외직에 나갔다가 부제학, 대사성, 이조참의를 지내고 강화유수를 거쳐 이조참판, 부제학, 도승지를 지내며 우부빈객을 겸하고 형조판서, 좌참찬, 우참찬, 예조판서, 예문관제학을 지낸 뒤 형조판서, 대제학, 대사헌, 우참찬, 예조판서를 두루 지내고 다시 예조판서, 우참찬, 이조판서, 형조판서, 대사헌, 한성부판윤, 수어사와 형조판서, 예조판서, 이조판서를 거쳐 개성유수, 대사헌, 형조판서, 좌참찬, 판돈녕부사를 거쳐 예조판서와 공조판서, 지중추부사, 판돈녕부사와 홍문관제학, 지돈녕부사를 거쳐 좌의정으로 호위대장과 내의원도제조, 실록청총재관을 겸하고 1723년 영의정에 올랐다. 그는 소론이었지만, 김일경 중심의 과격 숙청에 반대했고, 김우항 등과 노론 대신들을 살리려고 노력했다. 영조 때 봉조하가 되었다. 시호는 충정(忠貞)이다.

## 가족 관계
- 증조부 : 최집(崔潗)
  - 할아버지 : 최진해(崔振海)
    - 친아버지 : 최석영(崔碩英)
    - 양아버지 : 최석유(崔碩儒) - 숙부이자 양부
      - 부인 : 이훤의 딸
        - 아들 : 최상리(崔尙履)
        - 자부 : 이세최의 딸

## 저서
- 《간재집(艮齋集)》

## 문화재
- 안성 최규서 어서각 - 안성시 향토유적 제6호

## 미디어에서
- 장희빈 - 양영준